# EBU Circuit 1995/96
Der EBU Circuit 1995/1996 war die neunte Auflage dieser europäischen Turnierserie im Badminton.

## Die Wertungsturniere
| Nr. | Turnier                              | Austragungsort    |
| --- | ------------------------------------ | ----------------- |
| 1   | Malmö International 1995             | Malmö             |
| 2   | Czech International 1995             | Plzeň             |
| 3   | Slovak International 1995            | Žilina            |
| 4   | Slovenian International 1995         | Ljubljana         |
| 4   | Hungarian International 1995         | Budapest          |
| 5   | Norwegian International 1995         | Sandefjord        |
| 6   | Welsh International 1995             | Cardiff           |
| 7   | Irish Open 1995                      | Belfast           |
| 8   | Finnish International 1996           | Helsinki          |
| 9   | Portugal International 1996          | Caldas da Rainha  |
| 10  | Austrian International 1996          | St. Pölten        |
| 11  | La Chaux-de-Fonds International 1996 | La Chaux-de-Fonds |
| 12  | French Open 1996                     | Paris             |
| 13  | Polish International 1996            | Spała             |
| 13  | Amor International 1996              | Groningen         |

Anmerkung
1. ↑  Grand-Prix-Turnier.